# Merremia boisiana
Merremia boisiana är en vindeväxtart som först beskrevs av François Gagnepain, och fick sitt nu gällande namn av Van Ooststroom. Merremia boisiana ingår i släktet Merremia och familjen vindeväxter.

## Underarter
Arten delas in i följande underarter:
- M. b. fulvopilosa
- M. b. sumatrana